# The Stapelieae
The Stapelieae (abreviado Stapelieae) es un libro con ilustraciones y descripciones botánicas que fue escrito conjuntamente por Cyril Tenison White & Boyd Lincoln Sloane. Fue publicado en Pasadena en una 1ª edición en el año 1933 y una segunda en 1937 con el nombre de The Stapelieae an introduction to the study of this tribe of Asclepiadaceae...